# 麥卡錫角
74°25′S 130°59′W / 74.417°S 130.983°W
麥卡錫角（英語：McCarthy Point）是南極洲的海岬，位於瑪麗伯德地，處於格蘭特島東北端，在1962年2月4日由美國海軍發現和繪入地圖，現時由南極條約體系管理。